# Elise Fichtner

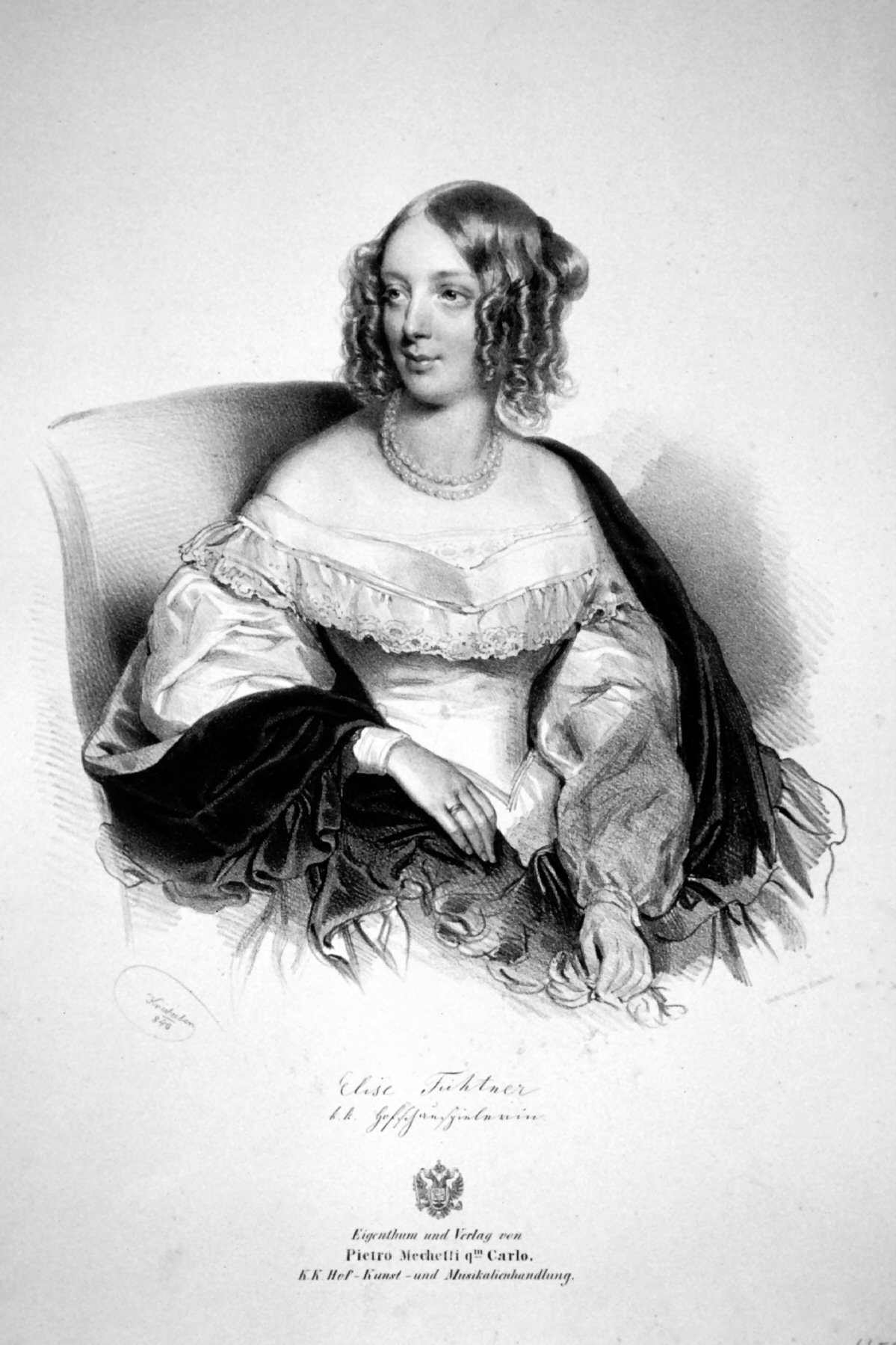
Elise Fichtner, Lithographie von Josef Kriehuber, 1840.

Elisabeth Wilhelmine Sofie „Elise“ Fichtner, gebürtige Koberwein (* 24. Februar 1809 in Wien; † 27. Dezember 1889 ebenda), war eine österreichische Schauspielerin.

## Leben
Sie erhielt ihre Ausbildung durch ihre Mutter, der Burgtheaterschauspielerin Sofie Wilhelmine Marie Koberwein; auch ihr Vater Josef Koberwein war am Burgtheater engagiert. Von 1822 bis 1864 war sie Mitglied des Hofburgtheaters. Ihr Rollenfach ist mit naiv-sentimental zu umschreiben, doch wechselte sie von den Liebhaberinnen zu den Mütterrollen. Sie war seit 1830 mit dem Schauspieler Karl Fichtner verheiratet und gab auch Gastspiele am Hoftheater in München. Wegen eines Nervenleidens, das sie sehr geräuschempfindlich machte, ging sie 1865 in Pension. 
Franz und Edmunda Bulla waren ihre Großeltern mütterlicherseits. Ihre Tochter war Maria Magdalena Fichtner, die ebenfalls Schauspielerin am Hofburgtheater war. Der Schauspieler Friedrich Arnsburg war ihr Schwiegersohn. Ihr Sohn Adolf Fichtner, ebenfalls Schauspieler, war mit der Sängerin Auguste Spohr verheiratet. Ihre Enkelin Marie Arnsburg (1862–1940) war eine österreichische Malerin. 
In der Ehrengalerie des Burgtheaters hängt ein von ihrem Onkel Georg Koberwein gemaltes Porträt.
Sie ist auf dem Evangelischen Friedhof Matzleinsdorf beerdigt. (Grab bereits neubelegt).